# HICOG-Siedlung Plittersdorf

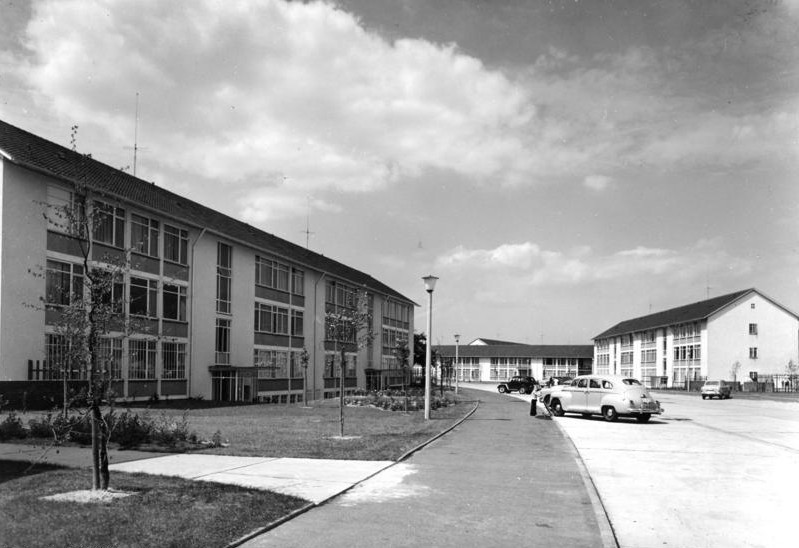
HICOG-Siedlung Plittersdorf (1952)

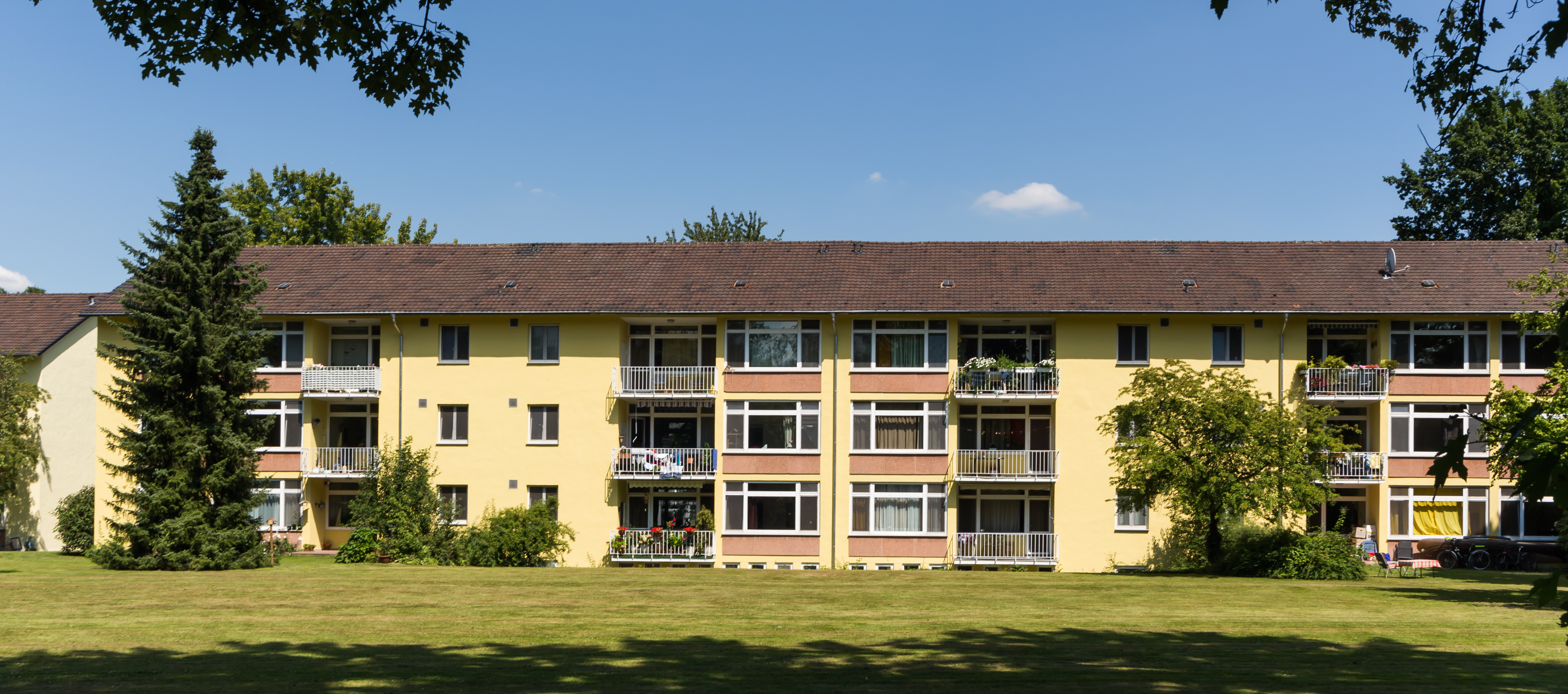
Typisches Mehrfamilienhaus der Siedlung (2014)

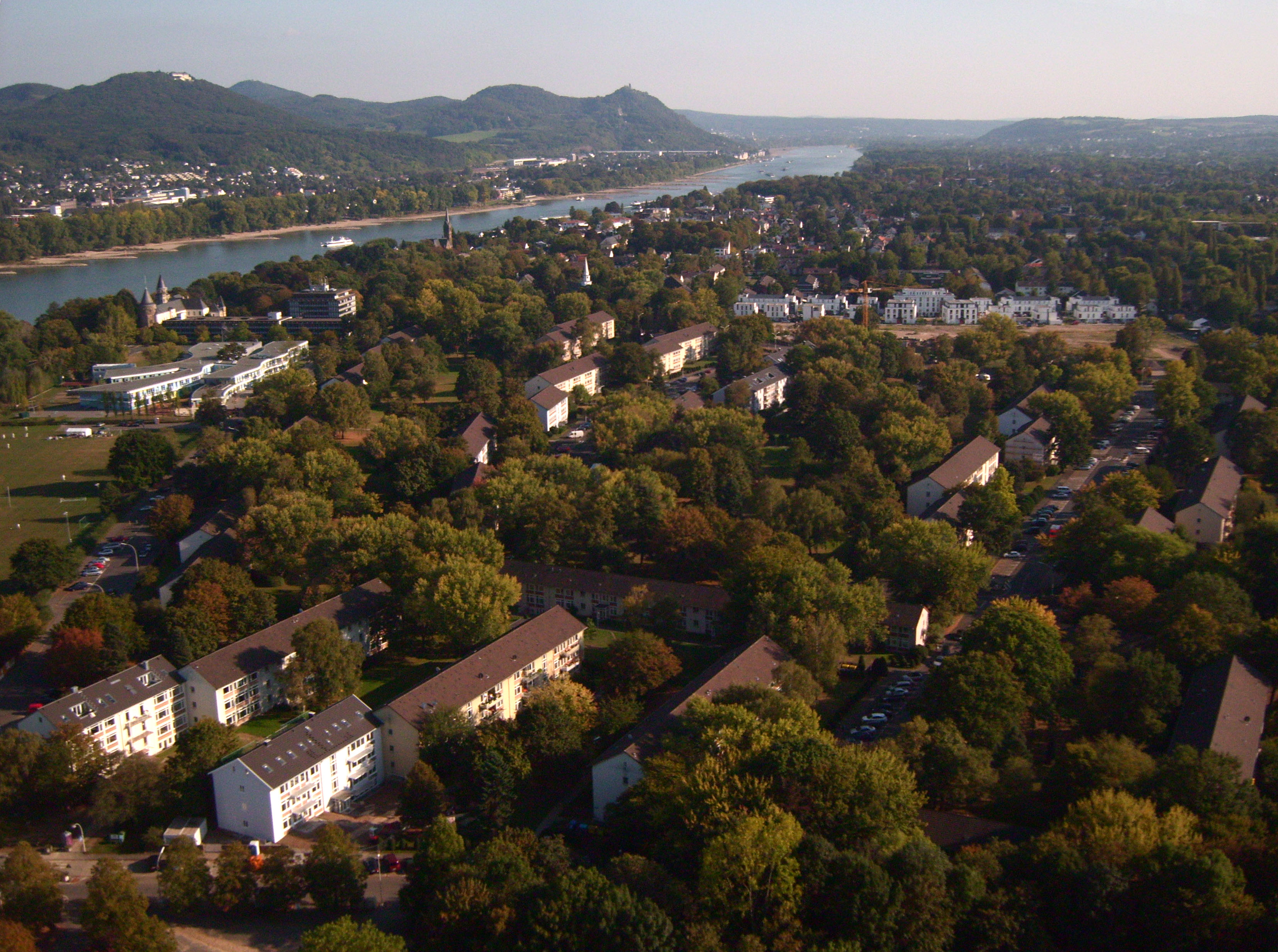
Luftaufnahme der Siedlung (2009)

Die HICOG-Siedlung Plittersdorf (häufig „Amerikanische Siedlung“) ist eine Siedlung in Plittersdorf, einem Ortsteil des Bonner Stadtbezirks Bad Godesberg, die 1951 für Mitarbeiter der US-amerikanischen Hochkommission (HICOG) errichtet wurde.

## Lage

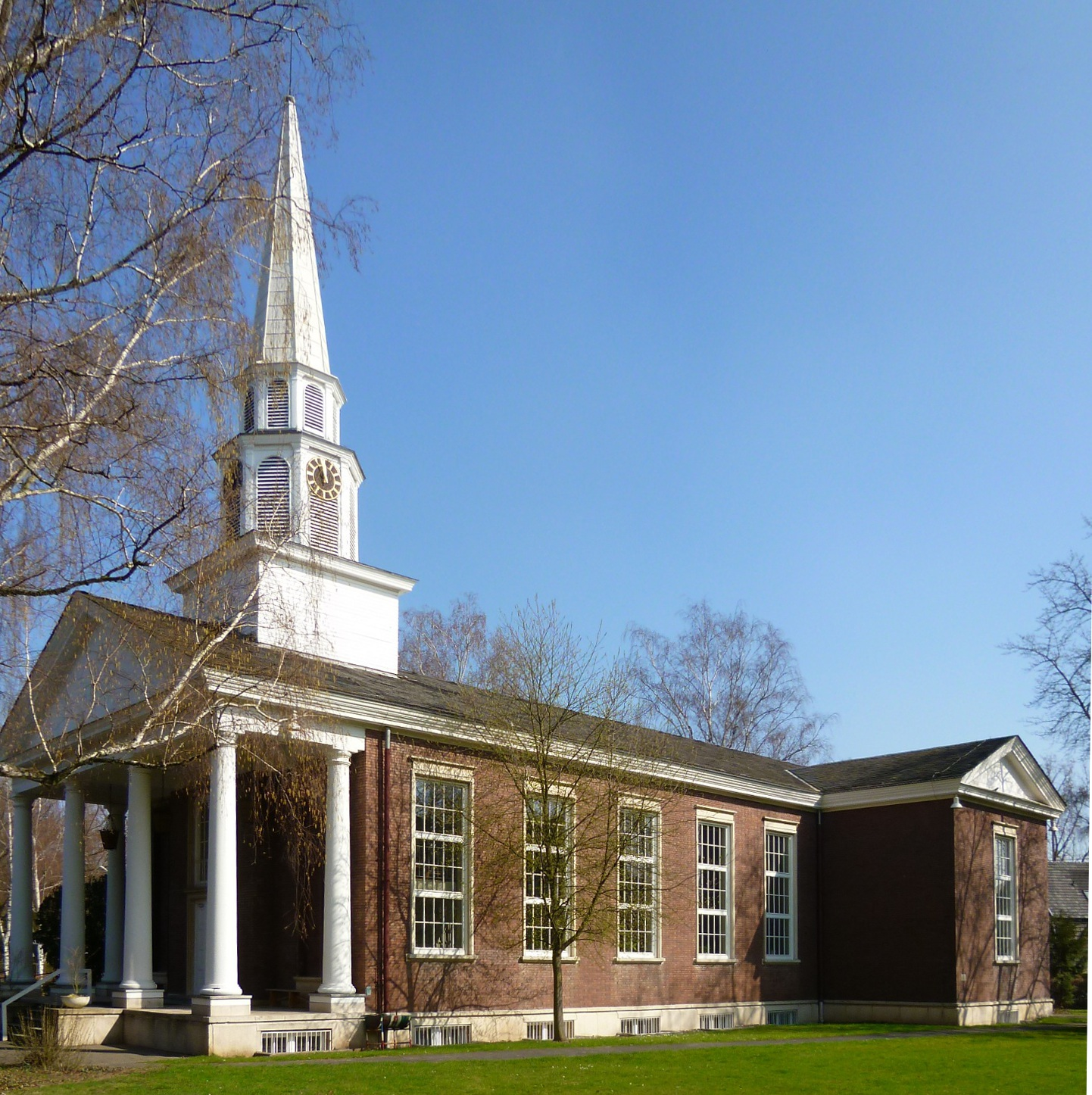
Stimson Memorial Chapel, Kirche an der Kennedyallee

Die HICOG-Siedlung liegt im Norden des Ortsteils Plittersdorf und grenzt an die Bonner Rheinaue an. Sie erstreckt sich über die Straßen Kennedyallee, Kolumbusring, Steubenring, Europastraße, Martin-Luther-King-Straße und Turmstraße.

## Geschichte
Nachdem Bonn 1949 Regierungssitz der Bundesrepublik Deutschland geworden war, nahm die US-amerikanische Hochkommission als Dienststelle des Hohen Kommissars („High Commissioner of Germany“=HICOG) und Teil der Alliierten Hohen Kommission ihren Sitz zunächst in Frankfurt am Main. Ende 1950 fiel der Beschluss, die US-Hochkommission vollständig in die Enklave Bonn zu verlegen und den Dienstsitz in der Bad Godesberger Deichmannsaue einzurichten. Während die zu diesem Zweck eingeleiteten Wohnungsbauprojekte für die deutschen Mitarbeiter der Kommission in Muffendorf-Pennenfeld und Tannenbusch umgesetzt werden sollten, fiel die Wahl für eine Siedlung für die amerikanischen Mitarbeiter Ende 1950 auf die Plittersdorfer Aue. Eigentümer des Geländes war die Erbengemeinschaft Carstanjen, mit der die US-Vertreter am 2. Januar 1951 Grundstücksverhandlungen aufnahmen.:110
Die Plittersdorfer Siedlung entstand ab Februar 1951 in einer Bauzeit von nur neun Monaten bei Kosten von 112,4 Millionen D-Mark,:115 das Richtfest erfolgte am 1. Juni und der Bezug ab dem 5. November 1951. Geplant wurde die Siedlung von den Architekten Sep Ruf, Otto Apel, Rudolf Letocha, William Rohrer und Martin Herdt. Sie umfasste 500 Wohnungen mit einer Fläche von größtenteils 120 bis 143 m², die in Form von dreigeschossigen Zeilenwohnbauten im kubischen Stil errichtet wurden und teilweise in sich gestaffelt waren. Die Siedlung wird von Betonstraßen erschlossen, die nach amerikanischem Vorbild außergewöhnlich breit sind und darin einen Kontrast zu den umliegenden Wohngebieten bilden. Für die Spitze der US-amerikanischen Hochkommission wurden am Rheinufer (heute Turmstraße und Martin-Luther-King-Straße) fünf repräsentative Residenzen errichtet, darunter auch für den stellvertretenden Hochkommissar und späteren Gesandten (Turmstraße 44).:117 Die HICOG-Siedlung Plittersdorf gilt als das bis dahin größte Bauprojekt in Westdeutschland nach dem Zweiten Weltkrieg, zeitweise waren auf der Baustelle etwa 3200 Arbeiter beschäftigt.
In der Siedlung entstand eine komplette Versorgungsinfrastruktur, die unter anderem ein Heizkraftwerk, eine Kirche – die Stimson Memorial Chapel –, einen Kindergarten und einen Hubschrauberlandeplatz der US Army umfasste. Am Ostrand der HICOG-Siedlung an der Martin-Luther-King-Straße wurden eine vom US-Verteidigungsministerium getragene „American Elementary School“ (gegründet 1952), zu der 1971 eine „American High School“ hinzukam, sowie der „American Embassy Club“ (Gründung 1951) als Sport- und Freizeitclub gebaut, zu dem eine Tennisanlage, Schwimmbad und Restaurant gehörten. Der Club galt als internationaler Treffpunkt von Politikern, Diplomaten und Journalisten. Später kamen noch ein englischsprachiges Kino, eine amerikanische Tankstelle sowie ein offizielles U. S. Post Office neben einem amerikanischen Supermarkt (ein sog. PX-Store) dazu – in allen Einrichtungen wurde auch mit US-Dollars bezahlt. 1963 gingen die Straßen der Siedlung ins Eigentum der Stadt Bad Godesberg über.
Nachdem die Alliierte Hohe Kommission und damit auch das amerikanische Hochkommissariat 1955 aufgelöst worden waren, waren die Bewohner der Siedlung vor allem Angehörige der US-Botschaft in der Deichmannsaue, zunehmend aber auch anderer Botschaften und amerikanischer Unternehmen. Von 1972 bis mindestens 1981 diente das Haus Europastraße 8 als Residenz des Botschafters von Guatemala. Im Zweiten Golfkrieg glich die Siedlung beinahe einer Festung. Mit der Verlegung des Regierungssitzes und der US-Botschaft nach Berlin wurde die Siedlung im Sommer 1999 durch die USA aufgegeben und anschließend unter Denkmalschutz gestellt. Von 1998 bis 2001 erwarb die „Vereinigte Bonner Wohnungsbau AG“ (VEBOWAG) sie schrittweise von den USA und dem Bundesvermögensamt, um sie zu vermieten oder als Eigentumswohnungen weiterzuverkaufen. Dazu wurde die gesamte Siedlung einer umfassenden Sanierung unterzogen, die bei den letzten Häusern erst 2013 abgeschlossen war. Die beiden amerikanischen Schulen gingen 1997 in der Bonn International School auf, für die das bisherige Schulgebäude abgebrochen und an seiner Stelle von 2004 bis 2006 ein Neubau errichtet wurde. Der ehemalige Amerikanische Club, dessen zugehöriges Schwimmbad abgerissen wurde, steht seit dem Umzug der US-Botschaft leer und sollte ab 2013/14 für eine Nutzung durch die Schule umgebaut werden. Erhalten ist noch der ehemalige Kindergarten, während das frühere Heizkraftwerk und das Kino sowie eine Ladenzeile an der Kennedyallee zugunsten einer Neubebauung (Neubaugebiet „Rheinauer Gärten“) abgebrochen wurden.

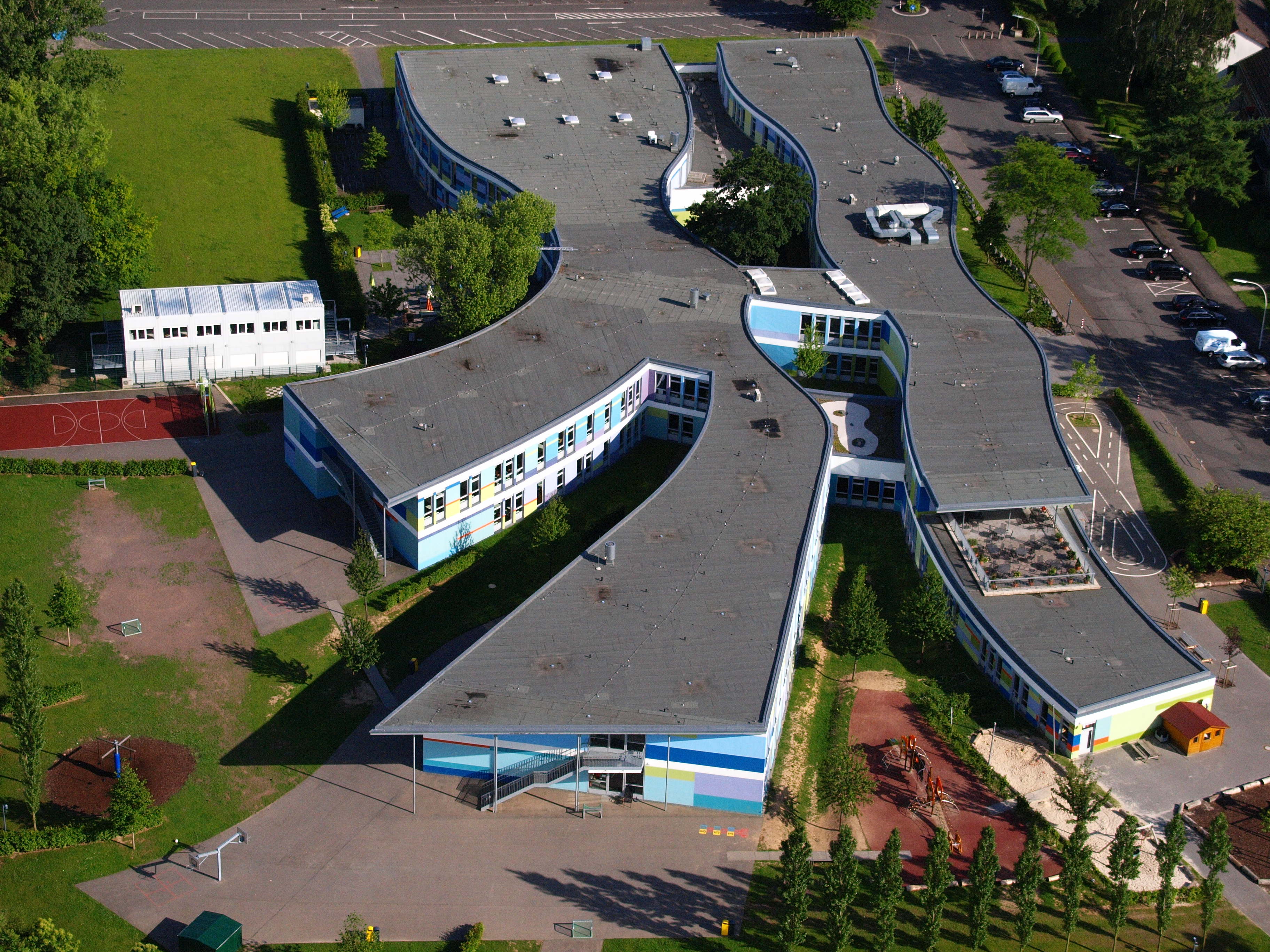
Luftaufnahme der Bonn International School

## Denkmalschutz
Wesentliche Teile der HICOG-Siedlung stehen als Baudenkmal unter Denkmalschutz; die Eintragung in die Denkmalliste der Stadt Bonn erfolgte am 14. August 2000. Zum Schutzumfang gehören auch der ehemalige Kindergarten, der ehemalige Amerikanische Club (Martin-Luther-King-Straße 12) und die Stimson Memorial Chapel.